# Onyschkiwzi (Dubno)
Onyschkiwzi (ukrainisch Онишківці; russisch Онишковцы Onischkowzy) ist ein Dorf in der ukrainischen Oblast Riwne mit etwa 250 Einwohnern (2001).
Die Ortschaft liegt an der Grenze zur Oblast Ternopil auf einer Höhe von 225 m an der Quelle eines namenlosen 7,5 km langen, linken Nebenflusses der Ikwa, 16 km südwestlich vom Gemeindezentrum Smyha, 35 km südwestlich vom Rajonzentrum Dubno und 80 km südwestlich vom Oblastzentrum Riwne. Durch das Dorf verläuft die Territorialstraße T–18–21.

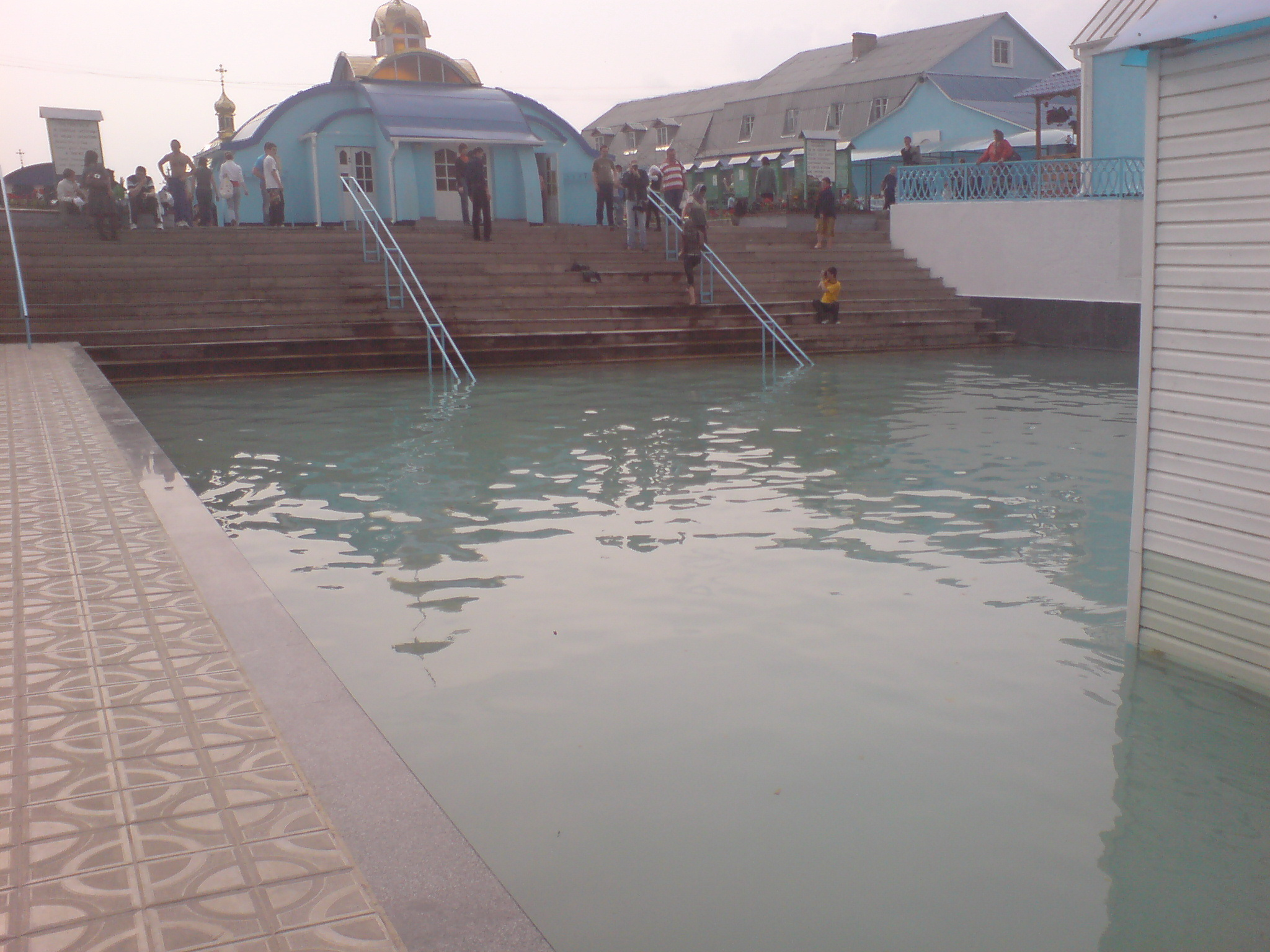
Quelle der hl. Anna

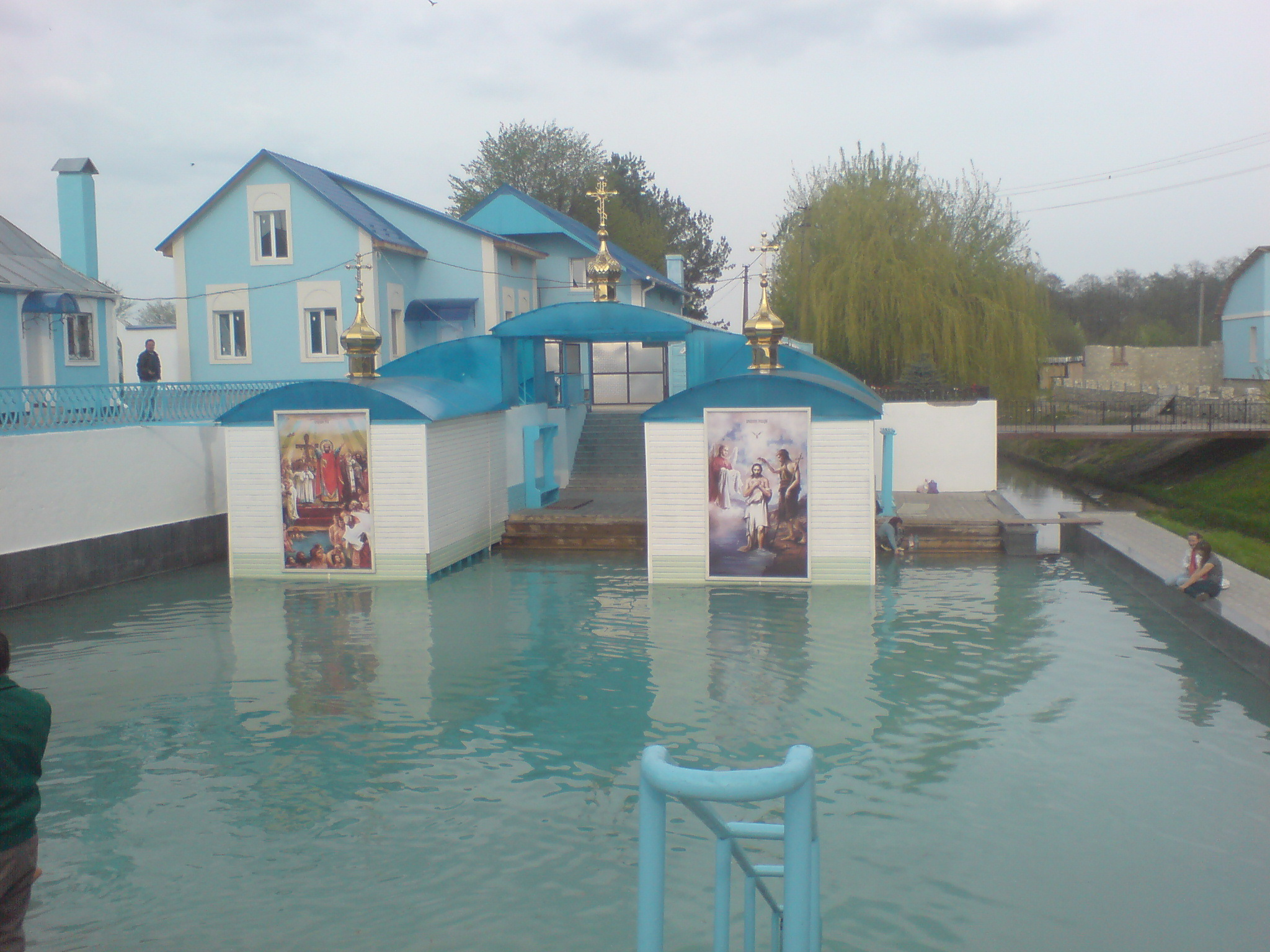
Quelle der hl. Anna

Die ersten schriftlichen Informationen der von Holzfällern aus der 13 km südöstlich liegenden Stadt Kremenez gegründeten Ortschaft stammen aus Dokumenten von 1570.
Seit 2016 gehört das Dorf administrativ zur Siedlungsgemeinde Smyha (Смизька територіальна громада Smyska terytorialna hromada) im Südwesten des Rajon Dubno.
In Onyschkiwzi befindet sich auf dem Territorium des Klosters der Eremitage der Gerechten Anna die Quelle der Heiligen Anna der Gerechten (Джерело Святої Праведної Анни). Sie ist eine religiöse Pilgerstätte und ein hydrologisches Naturdenkmal von lokaler Bedeutung.